# Сатлаев, Феофан Александрович
Феофан Александрович Сатлаев (2 октября 1931 — 5 декабря 1995) — кумандинский учёный, историк, этнограф, кандидат исторических наук, исследователь истории и этнографии северных алтайцев (кумандинцев), изобретатель, преподаватель.

## Биография
Феофан Александрович Сатлаев родился 2 октября 1931 году в селе Егона Красногорского района Алтайского края в семье крестьян. Мать работала в колхозе. Отец погиб в 1943 году на фронте в Гумельской области деревни Доброгоща.
Учиться начал поздно. В школу пошёл с 9 лет. В 1949 году поступил учиться в Горно-Алтайскую фельдшерско-окушерскую школу. Окончил её в 1952 году. Учился в Томском Военном училище и проходил службу в армии в 1952—1957 годах. Офицер запаса. В 1962 г. окончил историко-филологический факультет Горно-Алтайского государственного пединститута, а в 1968 г. — аспирантуру института этнографии АН СССР им. Н. Н. Миклухо-Маклая, В 1969 г. защитил кандидатскую диссертацию по теме «Кумандинцы Алтайского края», подготовленную под руководством знаменитого учёного Л. П. Потапова. Почти всю жизнь прожил в Горно-Алтайске.
Феофан Александрович в 1962 году стал членом КПСС.
Был женат с 1956 года. Имеет троих детей.
Не судим.

## Научная деятельность
На протяжении всей научной деятельности Феофан Александрович занимался исследованием народов Алтая. В 1974 г. в г. Горно-Алтайске была издана одна из крупных работ учёного — «Кумандинцы: Историко-этнографический очерк XIX — первой четверти XX века», явившаяся первым в научной литературе полным описанием кумандинской этнической группы.
Следующие работы также посвящены описанию истории и этнографии кумандинского народа: «Современная культура и быт кумандинцев Красногорского района» (1967), «Этнографический очерк развития земледелия у кумандинцев (XIX — начало XX в.)» (1970), «Сельская община кумандинцев во второй половине XIX — первой четверти XX века» (1975), «Древние этно-генетические связи Алтае-саянских народов (на материалах кумандинцев)» (1986), «Из этнической истории северных алтайцев» (1992) и др.
Однако Феофан Александрович занимался не только исследованием кумандинцев. Достаточно назвать отдельные работы учёного, позволяющие увидеть широкий спектр интересовавших его проблем: «Некоторые вопросы истории народного образования в Горном Алтае (1920—1932)» (1983), «Религиозные верования алтайцев и их пережитки» (1987), «Этно-демографическая характеристика населения Горного Алтая (XIX — первой четверти XX века)» (1993), «Из истории национального строительства в Горном Алтае (к проблеме консолидации алтайцев)» (1993).
На страницах советских газет Феофан Александрович также публиковал интересные, иногда полемические статьи на русском и алтайском языках: «Исчезнувшее племя. По следам истории: О древнем и загадочном народе — динлины» (1973), «Тюрки: Легенды и действительность: Страницы истории» (1988), «Древние кыпчаки: Из истории кыпчаков Алтая» (1989) и др.
Более тридцати лет Феофан Александрович проработал в Горно-Алтайском институте истории, языка и литературы, являющемся сегодня Институтом алтаистики им. С. С. Суразакова, где на протяжении многих лет возглавлял сектор истории. В определённые годы учёный работал в Горно-Алтайском государственном пединституте. Результатом педагогической деятельности явилось создание учебно-методических пособий: «Горный Алтай в составе России: Материалы по истории Горного Алтая в помощь учителю средней школы» (1991), «История Горного Алтая: Учебное пособие для студентов педагогических институтов и старшеклассников средних школ» (1995), «Горный Алтай в период феодализма: Учебное пособие для студентов и старшеклассников» (1995).
Сатлаев Феофан Александрович участвовал в экспедициях В. Диосеги (1964) и Н. А. Алексеева (1976—1984), где он выступал в качестве расшифровщика и переводчика. Тогда был собран значительный материал по кумандинскому шаманизму.
В завершении приведём слова А. Адлыковой, которые ясно и ёмко отображают трудовую деятельность учёного: 

«Наследие Сатлаева Ф. А. широко известно в научном мире. Он замечательный ученый, посвятивший свою жизнь изучению своего народа, его традиций и обычаев. Он первым поднял проблему изчезновения малых народов, населяющих нашу республику. И это неспроста. Ученый с мировым именем, пользовавшийся огромным авторитетом среди своих коллег, был сыном маленького и в то же время почти забытого народа, населяющего север гор Алтая. Он был кумандинцем. Его сердце болело за свой народ».

## Изобретения
Сатлаев Феофан Александрович изобрёл устройство для заготовки кормов. Авторское свидетельство СССР выдано в 1984 году.